# 忠意保险宫 (米兰)
忠意保险宫（Palazzo delle Assicurazioni Generali）是意大利米兰的一座历史建筑，位于米兰市中心的科尔杜西奥广场。
该建筑由意大利建筑师卢卡·贝特拉米设计，成为忠意保险公司的米兰总部。 1897年动工，1901年竣工。 
该建筑是科尔杜西奥广场的焦点，凹形立面，大壁龛带马赛克，顶部有八角形圆顶。